# کیارا لئونه
کیارا لئونه (انگلیسی: Chiara Leone; ۱۵ ژوئن ۱۹۹۸) تیرانداز زن اهل سوئیس است.
وی در مسابقات کشوری و بین‌المللی در مجموع برندهٔ ۶ مدال طلا، ۲ مدال نقره، ۴ مدال برنز شده است.